# اشتباكات محافظة حماة (2011–12)
اشتباكات محافظة حماة كانت سلسلة من حوادث القتال التي اندلعت في أواخر عام 2011 وأوائل عام 2012 في محافظة حماة السورية، كجزء من مرحلة التمرد المبكر في الحرب الأهلية السورية.

## 2011

### سبتمبر
أعلن النائب العام لمحافظة حماة استقالته في 1 سبتمبر ردا على حملة القمع التي شنتها الحكومة على الاحتجاجات. وادعت الحكومة أنه تم اختطافه وإجباره على الكذب تحت تهديد السلاح.

### نوفمبر
في 14 نوفمبر، أفادت سانا، وسيلة الإعلام الخاضعة لسيطرة الدولة، بأن 13 جنديا قتلوا في حماة. بحلول 17 نوفمبر، بدا أن الاحتجاجات هدأت، وكانت المدينة خاضعة لسيطرة الحكومة. وما زالت الشوارع مليئة بالمركبات المحروقة، ووضعت نقاط تفتيش للشرطة في أنحاء المدينة، رغم عودة الهدوء النسبي. بيد أن نفس اليوم، نفذت قوات الأمن مداهمات على المنازل بحثا عن المنشقين العسكريين وأجرت اعتقالات.

### ديسمبر
في 9 ديسمبر، شهدت حماة أكبر احتجاجات مناهضة للحكومة في المدينة منذ أغسطس.
أبلغ عن مقتل ستة أفراد على الأقل من قوات الأمن في حماة في 11 ديسمبر في اشتباكات مع المعارضة. ادعت السلطات السورية أنها ألقت القبض على إرهابي مشتبه فيه كان يحاول زرع قنبلة بالقرب من مبنى سكني. وردت أيضا تقارير تفيد بإطلاق النار على عدة مدنيين، وإن لم يتم تحديد ما إذا كانوا قد أصيبوا أو قتلوا.
أفادت التقارير بأن الجنود الموالين أطلقوا النار على سيارة مدنية في 14 ديسمبر، مما أدى إلى مقتل خمسة أشخاص، ردا على ذلك، قام الجيش السوري الحر بنصب كمين ضد قافلة موالية تتألف من أربع سيارات جيب، مما أدى إلى مقتل ثمانية جنود.
اقتحمت قوات الحكومة المدينة في 14 ديسمبر في محاولة لإخماد الاحتجاجات، مما أسفر عن مقتل عشرة أشخاص على الأقل. اندلعت الاشتباكات عندما حاول الجيش السوري الحر وقف التوغل، وتم تعطيل اثنان من المركبات المصفحة على الأقل في معركة على جسر الحديد. وقال ناشطون إن الدبابات فتحت النار باستخدام الرشاشات وأحرقت القوات المتاجر التي التزمت بإضراب المعارضة.
أطلق الجنود النار على ستة محتجين حتى الموت، في 29 ديسمبر، بينما وصل مراقبو الجامعة العربية إلى المدينة.

## 2012

### يناير
قتل تسعة محتجين في حماة بنيران قوات الأمن في 7 يناير 2012.
في 7 يناير 2012، انشق العقيد عفيف محمود سليمان من شعبة لوجستيات القوات الجوية السورية من الحكومة إلى جانب ما لا يقل عن خمسين من رجاله، وأعلن عن انشقاقه على التلفاز مباشرة وأمر رجاله بحماية المتظاهرين في مدينة حماة. وقال العقيد سليمان في بيان. «نحن من الجيش، وقد انشققنا لأن الحكومة تقتل المحتجين المدنيين. هاجم الجيش السوري حماة بأسلحة ثقيلة وغارات جوية ونيران كثيفة من الدبابات... ونطلب إلى مراقبي جامعة الدول العربية زيارة المناطق المتأثرة بالغارات الجوية والهجمات بحيث يمكنكم مشاهدة الأضرار التي لحقت بأعينكم، ونطلب منكم إرسال أحد ما للكشف عن المقابر الثلاث في حماة بما يزيد على 460 جثة».
في 25 يناير، أغارت قوات الجيش السوري على المناطق الخاضعة لسيطرة المعارضة وهي منطقة باب قبيلي، والحميدية، والملعب فقتلت ما لا يقل عن 7 أشخاص، وأفادت التقارير بأنها استخدمت المدفعية ونيران القناصة في العملية.
عثر على ما لا يقل عن 17 جثة مع إصابات بأعيرة نارية في الرأس وهو ما ادعى نشطاء أنه تسببت فيه القوات الموالية للحكومة عندما شنت غارة مدرعة على المدينة. وكان واحد منهم على الأقل من أحد أفراد الشرطة الفارين من الخدمة.
في أواخر يناير 2012، قال ناشطون إن أربعة أحياء في حماة خاضعة لسيطرة المعارضة.

### فبراير
وفقا لما ذكرته رويترز، فقد قتل خمسة من القوات الحكومية «في اشتباكات مع مقاتلين من المتمردين في بلدة قلعة المضيق في منطقة حماة المضطربة». ذكر النشطاء أن الجيش السوري قتل 10 من مقاتلي الجيش السوري الحر في بلدة كفر نبودة في محافظة حماة. وفقا لما ذكره تلفزيون الدولة السورية، اشتبك مسلحون مع الجنود، مما أدى إلى وفاة ضابط ورقيب وإصابة عريف.
في 15 فبراير، قتل خمسة جنود وأصيب تسعة بجراح في أثناء القتال مع الفارين من الجيش في قلعة المضيق، في محافظة حماة الوسطى.
في 28 فبراير 2012، قصفت القوات الحكومية بلدة في محافظة حماة، حلفايا، فقتلت 20 قرويا مدنيا. وقال ناشطون إن 20 وفاة من سكان القرى المسلمة السنية كانت من بين ما لا يقل عن 100 قتيلا في المحافظة خلال الأسبوعين الماضيين في «الهجمات الانتقامية» التي شنتها الحكومة على المدنيين الأبرياء.

### مارس
بحلول 27 مارس، كانت المعارضة تسيطر على بلدات مثل قلعة المضيق والقرى المحيطة بها في محافظة حماة. قلعة المضيق، وهي بلدة ذات قلعة تاريخية قصفت في القتال تعرضت لقصف وابل كثيف لمدة 17 يوم. اقتحم الجيش البلدة بالدبابات. قتل 4 مدنيين، و5 من مقاتلي المعارضة، و4 جنود، لكن المجموعة التي أبلغت عن ذلك، قالت إن الجيش لا يزال لا يسيطر على البلدة.

## التبعات
في الفترة ما بين نهاية مارس وأبريل، استمرت عمليات قتل الجنود في حماة.
في أبريل، حدث انفجار كبير في حي بحماة تابع للمعارضة، على الرغم من أن أرقامه وأرقام الخسائر فيه محل نزاع: فقد أفادت وسائل الإعلام الحكومية بأن 16 شخصا قتلوا بعد «انفجرت عبوة ناسفة أثناء قيام جماعة إرهابية بتركيبها في منزل استُخدم لصنع المتفجرات»؛ وقال ناشطون من المعارضة إنه تم ذبح 70 مدنيا عندما انهار صف من منازل اكواخ الاسمنت اثر القصف الحكومي المكثف.
قام الجيش السوري بقصف مدفعي كثيف في ضواحي حماة. وبدأت الاشتباكات في حماة بعد هجوم المتمردين على نقاط التفتيش العسكرية التابعة للحكومة. وفقا لادعاءات المعارضة، بعد أن تكبد الجيش أربعة قتلى، بدأت القوات الحكومية في قصف المناطق السكنية، مما أدى إلى مقتل مدنيين يتراوح عددهم بين 30–37.
وقعت مجزرة راح ضحيتها نحو 78 شخص في قرية القبير الصغيرة القريبة من حماة في 6 يونيو 2012. وكان العديد من الضحايا من النساء والأطفال، كما كانوا في مجزرة الحولة السابقة في منطقة حمص.
ادعت وسائل الإعلام الحكومية أن الجيش السوري قتل ثلاثة من المتمردين في 30 يونيو. وذكرت وسائل الإعلام الحكومية أيضا أن جماعة متمردة يقودها فراس عماد الطعمة قد قضي عليها خلال اشتباكات مع الجيش.